# شانه خالی کردن
شانه خالی کردن (انگلیسی: Buck passing) در سیاست بین‌الملل به راهبردی گفته می‌شود که یک قدرت تلاش می‌کند به جای درگیری با یک قدرت تجاوزگر، قدرت‌های دیگر را مجبور به مقابله با آن بکند. در رویدادهای منجر به جنگ جهانی دوم، قدرت‌های بزرگ جهانی بریتانیا، فرانسه، ایالات متحده آمریکا و اتحاد جماهیر شوروی هریک سعی داشتند تا از زیر بار مقابله با آلمان نازی شانه خالی کرده و این امر را به یکی دیگر از قدرتها محول کنند.